# Салаватський трамвай
Салаватський трамвай - діюча трамвайна мережа у місті Салават, Росія.

## Історія
Трамвай у Салаваті відкрито 29 липня 1957 трамвай з'єднує місто з промисловими підприємствами. Планується побудувати нову лінію завдовжки 6,2 км вулицями: Ленінградська, Губкіна і Калініна. У місті є одно депо.

## Маршрути
Діючі маршрути на початок 2010-х
- № 1. "Ленинградская" улица  - Управление  "ГПНХС" - "Ленинградская" улица
- № 2. "Салаватстекло"  -  "Б. Хмельницкого" улица - "Салаватстекло"
- № 2к "Ленинградская" улица - "Б. Хмельницкого" улица - "Ленинградская" улица
- № 3. "Салаватстекло"  -  Управление "ГПНХС" - "Салаватстекло"

Скасовані маршрути
- № 4. Салаватстекло — НСТЭЦ
- № 5. Ленинградская улица — Вокзальная
- № 5к. Лицей № 8 — Вокзальная

## Рухомий склад на початок 2016 р.

### Пасажирський
- 71-605—30 шт
- 71-608К—2 шт
- 71-608КМ—15 шт
- ЛМ-99К—1шт (списано)
- 71-619КТ—2 шт

### Службові
- ЛМ-93 -3 шт
- Вантажний вагон на базі МТВ-82 - 1 шт
- Вихрові снігоочисники на базі 71-605 - 2 шт
- Щиткові снігоочисники - 3 шт
- Трамвай-кінотеатр на базі 71-608 КМ - 1 шт
- Вагон-вишка ТС-34Д - 1 шт
- Рейковий транспортер ТК-28 - 1 шт
- Інші спецвагони - 2 шт

### Музейний
- РВЗ-6М2—1 шт

## Ресурси Інтернету
- Салаватский трамвай
- Сайт Салаватского трамвайного управления
- Салаватский трамвай на «Сайте о железной дороге» Сергея Болашенко